# Kazimierz Walczak
Kazimierz Walczak (ur. 15 lipca 1886 w Kaczycach, zm. 18 stycznia 1945) – pułkownik piechoty Wojska Polskiego.

## Życiorys
Kazimierz Walczak urodził się 15 lipca 1886 w Kaczycach. Był oficerem rezerwy cesarsko-królewskiej Obrony Krajowej. Na stopień podporucznika został mianowany ze starszeństwem z 1 lipca 1915 roku, a na stopień porucznika ze starszeństwem z 1 sierpnia 1917 roku. Jego oddziałem macierzystym był 34 Pułk Piechoty Obrony Krajowej Jarosław, który w 1917 roku został przemianowany na Pułk Strzelców Nr 34.
19 lutego 1919 roku został przyjęty do Wojska Polskiego z byłej armii austriacko-węgierskiej z dniem 1 listopada 1918 roku, z zatwierdzeniem posiadanego stopnia porucznika ze starszeństwem z 1 sierpnia 1917 roku, zaliczony do 1 Rezerwy armii z powołaniem do służby czynnej do czasu demobilizacji i przydzielony do oddziału detaszowanego Krasiczyn 37 pułku piechoty.
15 lipca 1920 roku został zatwierdzony z dniem 1 kwietnia 1920 roku w stopniu majora, w piechocie, w grupie oficerów byłej armii austro-węgierskiej. Pełnił wówczas służbę w Ekspozyturze Sądu Wojskowego Dowództwa okręgu Generalnego „Lwów”. 3 maja 1922 roku został zweryfikowany w stopniu majora ze starszeństwem z dniem 1 czerwca 1919 roku i 194. lokatą w korpusie oficerów piechoty. Do jesieni 1924 roku pełnił służbę w 38 pułku piechoty Strzelców Lwowskich w Przemyślu między innymi w 1923 roku na stanowisku pełniącego obowiązki dowódcy batalionu sztabowego. Z dniem 3 października 1924 roku został przeniesiony do Korpusu Ochrony Pogranicza na stanowisko dowódcy batalionu. 1 grudnia 1924 roku awansował na podpułkownika ze starszeństwem z dniem 15 sierpnia 1924 roku i 39. lokatą w korpusie oficerów piechoty. W 1925 roku objął dowództwo 14 batalionu granicznego w Borszczowie. 5 listopada 1928 roku ogłoszono jego przeniesienie z KOP do 11 pułku piechoty w Tarnowskich Górach na stanowisko zastępcy dowódcy pułku. 23 grudnia 1929 roku został przeniesiony do 60 pułku piechoty wielkopolskiej w Ostrowie Wielkopolskim na stanowisko dowódcy pułku. 10 grudnia 1931 roku został awansowany na pułkownika ze starszeństwem z dniem 1 stycznia 1932 roku i 1. lokatą w korpusie oficerów piechoty. 15 października 1937 roku inspektor armii, generał dywizji Juliusz Rómmel wystawił mu następującą opinię: „rutynowany dowódca pułku, inteligencja przeciętna, instruktor bardzo dobry, wychowawca też, organizator średni, administrator bardzo dobry, taktycznie średni – decyzji nie ma, charakter wpływowy, przeciętny”. W opinii za 1936 rok generał Rómmel stwierdził między innymi: „może być dowódcą piechoty dywizyjnej”. W 1938 roku został przeniesiony w stan spoczynku.
Zmarł 18 stycznia 1945. Został pochowany na brytyjskim cmentarzu wojennym w Ramleh w Palestynie (miejsce 5-14).

## Ordery i odznaczenia
- Złoty Krzyż Zasługi (19 października 1926)[22]
- Brązowy Medal Zasługi Wojskowej z mieczami na wstążce Krzyża Zasługi Wojskowej (Austro-Węgry)[4]
- Srebrny Medal Waleczności 1 klasy (Austro-Węgry)[3]
- Srebrny Medal Waleczności 2 klasy (Austro-Węgry)[3]